# Hannoversche Werkstätten
Die Hannoversche Werkstätten gem. GmbH ist eine Werkstatt für behinderte Menschen mit dem Status einer gemeinnützigen GmbH. Hierzu betreibt sie verschiedene Einrichtungen zur Förderung von Menschen mit Behinderung in Hannover, Rethen (Leine) und Lüdersen mit den Schwerpunkten Qualifizierung, Arbeit, Wohnen und Gastronomie.
Die gem. GmbH wurde 1997 gegründet und ging aus der 1969 gegründeten Entwicklungsgesellschaft Behindertenzentrum Hannover hervor. 1995 wurde auf dem Gelände des ehemaligen Maschinenbauers Knoevenagel die Werkstätte Hainholz mit 160 Werkstattplätzen bezogen.

## Auszeichnungen
- Juli 2007: zertifiziert zur Gut Drauf-Jugendeinrichtung durch die Bundeszentrale für gesundheitliche Aufklärung[2]
- 27. Januar 2010: Verleihung des CSR-Siegels im Jahr 2009 im Leibnizhaus (Hannover)[3]